# Чатем, Рис
Рис Чатем (англ. Rhys Chatham, р. 19 сентября 1952) — американский композитор, наиболее известный своими «гитарными симфониями» на стыке академического минимализма и экспериментального рока.

## Биография
Начал карьеру как настройщик музыкальных инструментов, позднее начал самостоятельно заниматься музыкой под руководством Сью Энн Кан и Ла Монте Янга. Сотрудничал с Янгом в составе проекта The Theater of Eternal Music и с Тони Конрадом в The Dream Syndicate. Выступал с Филипом Глассом, Стивом Райхом, Мередит Монк, Полиной Оливерос, а также с такими независимыми рок-музыкантами, как Роберт Фрипп, Фред Фрит, Арто Линдсей и Джон Лури. Во второй половине 1970-x находится под влиянием панк-рока и сближается с No Wave-сценой, особенно Гленном Бранкой и Ниной Канал (Ut), которые выступали с его ансамблем. В 80-x c ним начинают регулярное сотрудничество альтернативные рокеры Band of Susans.
Чатем наиболее известен своими монументальными «гитарными симфониями» (рассчитанными на ансамбли размером вплоть до 400 гитар), повлиявшими (равно как и работы Гленна Бранки в этом поле) на пост-рок и дроун.

## Дискография
- Factor X (LP), Moers Music 1983
- Die Donnergötter (LP), Dossier Records (Europe)/Homestead Records (USA) 1987
- Neon (12", CDEP), Ntone 1997
- Septile (12", CD EP), Ntone 1997
- Hardedge, The Wire Editions 1999
- A Rhys Chatham Compendium (CD), Table of the Elements 2002
Limited-edition CD featuring selections and edits from the An Angel Moves Too Fast To See box-set.
- An Angel Moves Too Fast To See (Selected Works 1971-1989) (3xCD box set), Table of the Elements 2002
- Echo Solo (LP), Azoth Schallplatten Gesellschaft 2003
- Three Aspects Of The Name (12"), Table of the Elements 2003
- An Angel Moves Too Fast To See (For 100 Electric Guitars, Electric Bass, And Drums) (LP, CD), Table of the Elements/Radium 2006
- Die Donnergötter (LP, CD), Table of the Elements/Radium 2006
- A Crimson Grail (For 400 Electric Guitars) (CD), Paris Version / Indoor Version, Table of the Elements 2007
- The Bern Project (CD), Hinterzimmer Records 2010
- A Crimson Grail (For 200 Electric Guitars) (CD), New York Version / Outdoor Version, Nonesuch Records 2010
- Outdoor Spell (LP, CD), Northern-Spy 2011
- Rêve Parisien (LP), Primary Information 2011
- Harmonie Du Soir (LP, CD), Northern-Spy 2013